# بوب بوزر
بوب بوزر (بالإنجليزية: Bob Boozer)‏ مواليد 26 أبريل 1937 في أوماها - الوفاة 19 مايو 2012، كان لاعب كرة سلة أمريكي بدأ مسيرته الاحترافية في سنة 1959 ويحمل الرقم 13, 14, 15, 19, 20. يبلغ طوله 6 قدم 8 بوصة (2.0 م). اعتزل اللعب في 1971.

## فرق لعب لها
- سكرامنتو كينغز
- نيويورك نيكس
- لوس أنجلوس ليكرز
- شيكاغو بولز
- ميلووكي باكز

## الميداليات
| الميدالية | المسابقة                       |
| --------- | ------------------------------ |
| ذهبية     | الألعاب الأولمبية الصيفية 1960 |

## روابط خارجية
- بوب بوزر على موقع الاتحاد الدولي لكرة السلة (الإنجليزية)
- بوب بوزر على موقع إن بي أي (الإنجليزية)
- بوب بوزر على موقع سبورتس رفرنس (الإنجليزية)
- بوب بوزر على موقع كلية كرة السلة في سبورتس رفرنس.كوم (الإنجليزية)
- بوب بوزر على موقع ريلجم (الإنجليزية)
- بوب بوزر على موقع بروبوليرز (الإنجليزية)
- بوب بوزر على موقع قاعة المشاهير الجامعة الوطنية لكرة السلة (الإنجليزية)
- بوب بوزر على موقع سبورتس رفرنس (الإنجليزية)
- بوب بوزر على موقع أوليمبيديا (الإنجليزية)
- بوب بوزر على موقع قاعة كنساس للمشاهير الرياضية (مؤرشف) (الإنجليزية)